# ラティメリア科
ラティメリア科（Latimeriidae）は、生きている化石とされる現生のシーラカンス（ラティメリア属）を模式属とする原始的な硬骨魚類の一群（科）。
中生代ジュラ紀に出現し、現生シーラカンスの1属のみを残して他は中生代の間に絶滅していると見られる。
本科は肉鰭綱-総鰭亜綱（シーラカンス亜綱）-シーラカンス目に属し、化石種6属と、1属2種の現生種で構成されている。
ただし、目および上位の分類については、硬骨魚綱-肉鰭亜綱-総鰭上目-管椎目とするなど、複数の異説がある。

## 分類
略称の意味： † =絶滅。

### 上位分類および近縁
- 総鰭亜綱 Coelacanthimorpha
  - 　シーラカンス目 Coelacanthiformes
    - †シーラカンス科 Coelacanthidae
    - †ディプロケルキデス科 Diplocercidae
    - †ハドロネクトル科 Hadronectoridae
    - †マウソニア科 Mawsoniidae
    - †ミグアサイア科 Miguashaiidae
    - ラティメリア科 Latimeriidae　（現生）
    - †ラウギア科 Laugiidae
    - †ラブドデルマ科 Rhabdodermatidae
    - †ウィテイア科 Whiteiidae

### 下位分類
- ラティメリア科 Latimeriidae　（現生）
  - †ホロファグス属 Holophagus
  - †リビス（リビュス）属 Libys Münster　：ドイツで発見。
  - †マクロポマ属 Macropoma　：イングランドと旧・チェコスロバキアで発見。
  - †マクロポモイデス属 Macropomoides
  - †メガコエラカントゥス属 Megacoelacanthus
  - ラティメリア属 Latimeria Smith, 1939　（模式属。現生）
    - シーラカンス（最も狭義のシーラカンス、ラティメリア・カルムナエ）　L. chalumnae Smith, 1939　：コモロ諸島沖に生息。
    - インドネシアシーラカンス（ラティメリア・メナドエンシス）　L. menadoensis Pouyaud, Wirjoatmodjo, Rachmatika, Tjakrawidjaja, Hadiaty et Hadie, 1999　：インドネシア沖に生息。

  - †ウンディナ属 Undina Münster　：ドイツで発見。

|  |  |